# Fußball-Landesklasse Sachsen 1951/52
Die Fußball-Landesklasse Sachsen 1951/52 war die dritte und letzte Austragung der Fußball-Landesklasse Sachsen. Wie in der letzten Spielzeit wurde die Landesklasse in einer Staffel mit 14 Teilnehmern im Rundenturnier ausgespielt. Der Siege qualifizierte sich für die DDR-Fußball-Liga 1952/53.  sächsischen Fußballmeister und Aufsteiger in die DDR-Fußball-Liga 1951/52 aus. Die BSG Empor Wurzen-West dominierte diese Saison und sicherte sich mit 13 Punkten Vorsprung vor der BSG Fortschritt Mitte Zittau den ersten Platz.
Da im Sommer 1952 die Länder in der DDR liquidiert wurden und an ihre Stelle 14 Bezirke traten, musste sich der DDR-Fußball der neuen Verwaltungsstruktur mit seinem Ligensystem anpassen. Die Landesligen wurden aufgelöst und durch 14 Bezirksligen ersetzt. Anstelle der Fußball-Landesklasse Sachsen traten die Fußball-Bezirksliga Dresden, die Fußball-Bezirksliga Karl-Marx-Stadt und die Fußball-Bezirksliga Leipzig. Der Tabellenletzte stieg hingegen direkt in die Bezirksklasse ab. Zu Beginn der Saison war der Prozess der BSG-Bildungen immer noch nicht abgeschlossen, sodass es erneut zu Namensänderungen kam.

## Abschlusstabelle
| Pl. | Verein                           | Sp. | Tore  | Diff. | Punkte |
| --- | -------------------------------- | --- | ----- | ----- | ------ |
| 01. | BSG Empor Wurzen West a          | 26  | 87:22 | +65   | 43:90  |
| 02. | BSG Fortschritt Mitte Zittau     | 26  | 46:28 | +18   | 30:22  |
| 03. | BSG Empor Tabak Dresden b        | 26  | 56:42 | +14   | 30:22  |
| 04. | BSG Stahl West Chemnitz          | 26  | 68:52 | +16   | 29:23  |
| 05. | BSG Rotation Nordost Leipzig c   | 26  | 48:34 | +14   | 29:23  |
| 06. | BSG Chemie Meißen                | 26  | 48:53 | −05   | 28:24  |
| 07. | BSG Aktivist „Karl Marx“ Zwickau | 26  | 50:41 | +09   | 27:25  |
| 08. | BSG Chemie Glauchau              | 26  | 42:46 | −04   | 26:26  |
| 09. | BSG Stahl Riesa                  | 26  | 41:47 | −06   | 26:26  |
| 10. | SG Grüna (N)                     | 26  | 52:67 | −15   | 26:26  |
| 11. | BSG Stahl Markranstädt           | 26  | 34:52 | −18   | 23:29  |
| 12. | BSG Lokomotive Hainsberg (N)     | 26  | 56:76 | −20   | 22:30  |
| 13. | SG Markkleeberg                  | 26  | 45:63 | −18   | 16:36  |
| 14. | BSG Mechanik Cainsdorf (N)       | 26  | 32:82 | −50   | 09:43  |

| (N) | Aufsteiger aus den Bezirksligen |